# Kökényesd község
Kökényesd község (románul: Comuna Porumbești) község Szatmár megyében, Romániában. Központja Kökényesd, hozzá tartozik Csedreg.

## Népessége
A 2011-es népszámlálás adatai alapján a község népessége 2530 fő volt.

## Története
2005-ben alakult meg Kökényesd és Csedreg falvakkal; előtte ezek a falvak Halmi községhez tartoztak.